# Sausage Gravy

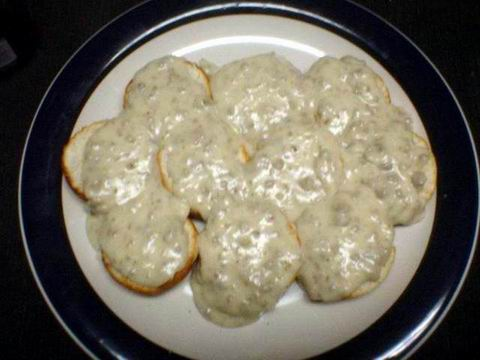
Sausage gravy zu Biscuits and Gravy

Sausage gravy oder Country gravy ist eine traditionelle Sauce der Südstaatenküche der USA und wird dort vor allem zum American Breakfast serviert. Zur Zubereitung wird gehacktes gewürztes Schweinefleisch scharf angebraten, beiseite gestellt und das in der Pfanne verbliebene Fett zur Zubereitung einer Mehlschwitze verwendet. Dann wird analog zur Zubereitung einer Béchamelsauce mit Milch abgelöscht, die Sauce unter Rühren aufgekocht, das angebratene Fleisch wieder hinzugegeben und die Sauce mit Salz, Pfeffer und weiteren Gewürzen abgeschmeckt.
Sausage gravy ist ein Bestandteil von Biscuits and gravy sowie Eggs Beauregard und kann auch zu anderen warmen Frühstücksgerichten serviert werden.